# Славгородская, Наталья Тимофеевна
Наталья Тимофеевна Славгородская (27 августа 1919 — 6 мая 1997) — работник сельского хозяйства СССР. Звеньевая колхоза «Косарь» Волоконовского района Курской области. Герой Социалистического Труда, депутат сельского и районного советов.

## Биография
Наталья Славгородская родилась 27 августа 1919 года в слободе Волоконовка Алексеевского уезда Воронежской губернии, училась в местной школе. В 1936 году шестнадцатилетней девушкой вступила в колхоз «Косарь», где сначала работала свекольщицей, а затем звеньевой полеводческого звена. Участвовала в восстановлении колхоза после Великой Отечественной войны.
Во время засухи 1946 года Славгородская выступила с призывом спасти посевы. Вместе с другими колхозниками своего звена она очищала посевы от сорняков, проводила работу по прикормке растений и разрыхлению земли. Благодаря всем этим действиям, её звено собрало урожай намного больший, чем у других звеньев колхоза. В том же году звено Славгородской занималось обработкой паровых земель для следующего урожая. В мае участок был значительно сдобрен навозом и пропахан на глубину 24 см. Летом его четыре раза культивировали, а осенью засеяли отборным озимым зерном.
В феврале 1947 года секретарь колхозной партийной организации Николай Лотухов ознакомил звено Славгородской с постановлением Пленума ЦК ВКП(б) «О мерах по подъёму сельского хозяйства в послевоенный период», по инициативе звеньевой на собрании было принято решение собрать 30 центнеров зерновых с гектара. Для этого пришлось вывезти на поле дополнительно 200 тонн навоза и провести подкормку растений 5—6 тоннами золы и птичьего помёта. Озимые два раза дополнительно пробороновали и искусственно опылили. За неимением тяглового скота, колхозницам пришлось перевозить удобрения и бороновать своими коровами, а когда весной дороги стали непроездными, то стали собственноручно носить удобрения. В результате удалось выполнить обещание и собрать в 1947 году 30,87 центнера ржи с гектара на общей площади в 8 гектаров, также значительный урожай был собран на 24 гектарах посевов.
За «получение высоких урожаев пшеницы и ржи при выполнении колхозом обязательных поставок и натур-оплаты за работу МТС в 1947 году и обеспечение семенами зерновых культур для весеннего сева 1948 года» Президиум Верховного Совета СССР указом от 2 января 1948 года присвоил Наталье Славгородской звание Героя Социалистического Труда с вручением ордена Ленина и медали «Серп и Молот». Она стала первой из жителей Волоконовки, кто получил звание Героя Социалистического Труда.
Позже работала звеньевой в колхозе имени Крупской. Также занималась общественной работой, избиралась депутатом сельского и районного советов. В 1970-е годы ушла на пенсию, умерла 6 мая 1997 года.

## Оценки личности
Первый секретарь Курского областного комитета ВКП (б) Павел Доронин назвал достижения Натальи Славгородской результатом «высокой организованности, трудового героизма, искусного использования новейших достижений агротехники».
Председатель артели Славгородской — К. П. Копна характеризовал её как «запевалу» соревнования в «борьбе за хлеб». Она стала примером для колхозников из других звеньев, благодаря чему семь передовиков колхоза были награждены орденом Ленина.
Журналист Н. Журавлев называл Славгородскую «душой славного соревнования в борьбе за хлеб».

## Награды
- Герой Социалистического Труда (2.01.1948)[6]
- орден Ленина (2.01.1948)[6]
- медаль «Серп и Молот» (2.01.1948)[6]